# A Black and White Night
A Black and White Night Live är ett postumt livealbum av Roy Orbison, utgivet 1989.
Förutom Roy Orbison deltar Glen D. Hardin,  Ronnie Tutt,  Jerry Scheff, James Burton, T Bone Burnett, Bruce Springsteen, Tom Waits, Elvis Costello, Jackson Browne, J.D. Souther, Steven Soles, k.d. lang, Jennifer Warnes och Bonnie Raitt.

## Låtlista
1. "Only the Lonely" (Roy Orbison/Joe Melson) - 2:44
2. "In Dreams" (Roy Orbison) - 3:09
3. "Dream Baby (How Long Must I Dream)" (Cindy Walker) - 3:50
4. "Leah" (Roy Orbison) - 2:59
5. "Move on Down the Line" (Roy Orbison/Billy Pat Ellis)- 5:13
6. "Crying" (Roy Orbison/Joe Melson) - 3:08
7. "Mean Woman Blues" (Claude Demetrius) - 3:07
8. "Running Scared" (Roy Orbison/Joe Melson) - 2:31
9. "Blue Bayou" (Roy Orbison/Joe Melson) - 3:11
10. "Candy Man" (Beverly Ross/Fred Neil) - 3:34
11. "Uptown" (Roy Orbison/Joe Melson) - 3:20
12. "Ooby Dooby" (Wade Moore/Dick Penner) - 4:11
13. "The Comedians" (Elvis Costello) - 3:37
14. "(All I Can Do Is) Dream You" (T Bone Burnett/Dan Malloy) - 3:26
15. "It's Over" (Roy Orbison/Bill Dees) - 3:13
16. "Oh, Pretty Woman" (Roy Orbison/Bill Dees) - 6:20